# Въздвижение на Светия кръст (Везник)
„Въздвижение на Светия кръст“ (на гръцки: Ιερά Μονή Υψώσεως Τιμίου Σταυρού) е женски манастир в сярското село Везник (Агио Пневма), Егейска Македония, Гърция, подчинен на Сярската и Нигритска митрополия на Вселенската патриаршия, под управлението на Църквата на Гърция.
Манастирът е построен в източния край на селото на височина 350 m в подножието на Сминица. Построен е в 1964 година с пари и личен труд на селяните от Везник. В 1985 година в манастира се установява монашеско сестринство. Храмът е изписан в ново време. Четири от иконите са от началото на XX век.